# 劉景沂
劉景沂（1469年—？），字同仁，山東濟南府長清縣人，軍籍，明朝政治人物。

## 生平
弘治八年（1495年）乙卯科山東鄉試第六十四名舉人。正德六年（1511年）中式辛未科會試第二百十二名，登第三甲第一百二十四名進士。授睢宁县知县。

## 家族
曾祖劉大章；祖父劉昇；父劉□，曾任前長□。母楊氏。永感下。